# Мелли (Дзербенская волость)
Ме́лли (латыш. Meļļi; устар. Мелле) — населенный пункт (латыш. skrajciems) в Дзербенской волости Вецпиебалгского края. Расположен на западе волости, в 7,7 км от волостного центра Дзербене, 24,7 км от краевого центра Вецпиебалги и 105,3 км от Риги.
Населенный пункт находится в стороне от автодороги P30 (Цесис—Вецпиебалга—Мадона), на берегах рек Мелльупе и Меллужупите, около закрытой железнодорожной линии Иерики—Абрене.